# Mazières-en-Gâtine
Mazières-en-Gâtine település Franciaországban, Deux-Sèvres megyében. Lakosainak száma 1028 fő (2022. január 1.). Mazières-en-Gâtine Champdeniers-Saint-Denis, La Chapelle-Bâton, Saint-Marc-la-Lande, Verruyes, Vouhé és Saint-Pardoux-Soutiers községekkel határos.

## Népesség
A település népességének változása:
| Lakosok száma | 993  | 993  | 1030 | 1011 | 1018 | 1026 | 1029 | 1030 | 1028 |
|               | 2013 | 2015 | 2016 | 2017 | 2018 | 2019 | 2020 | 2021 | 2022 |